# Pleuranthodium comptum
Pleuranthodium comptum  (лат.) — вид однодольных растений рода Pleuranthodium семейства Имбирные (Zingiberaceae). Под текущим таксономическим названием был описан британской учёной-ботаником Роузмари Маргарет Смит в 1991 году.

## Распространение, описание
Эндемик Папуа — Новой Гвинеи. Типовой экземпляр собран на острове Новая Гвинея.
Гемикриптофит либо корневищный геофит.

## Синонимы
Синонимичные названия:
- Alpinia compta K.Schum.basionym
- Psychanthus comptus (K.Schum.) R.M. Sm.